# Эскадренные миноносцы типа В-97
Эскадренные миноносцы типа В 97 — тип эскадренных миноносцев, состоявший на вооружении Военно-морского флота Германии в период Первой мировой войны. Построено шесть кораблей в двух сериях. В Германском флоте, официально классифицировались как уничтожители (Zerstörer), а не как большие миноносцы (Großes Torpedoboot). Все 6 кораблей в 1918 году интернированы союзниками. Пять из них затоплены 21 июня 1919 года в Скапа-Флоу.

## История
Шесть эсминцев В 97 — 98 и В 109—112 строились с использованием материалов, заказанных для русских кораблей. Изготовленные в Германии котлы и турбины эсминцев «Лейтенант Ильин», «Капитан Конон Зотов», «Гавриил» и «Михаил» с началом Первой мировой войны были конфискованы и вокруг них были построены корпуса германских кораблей.

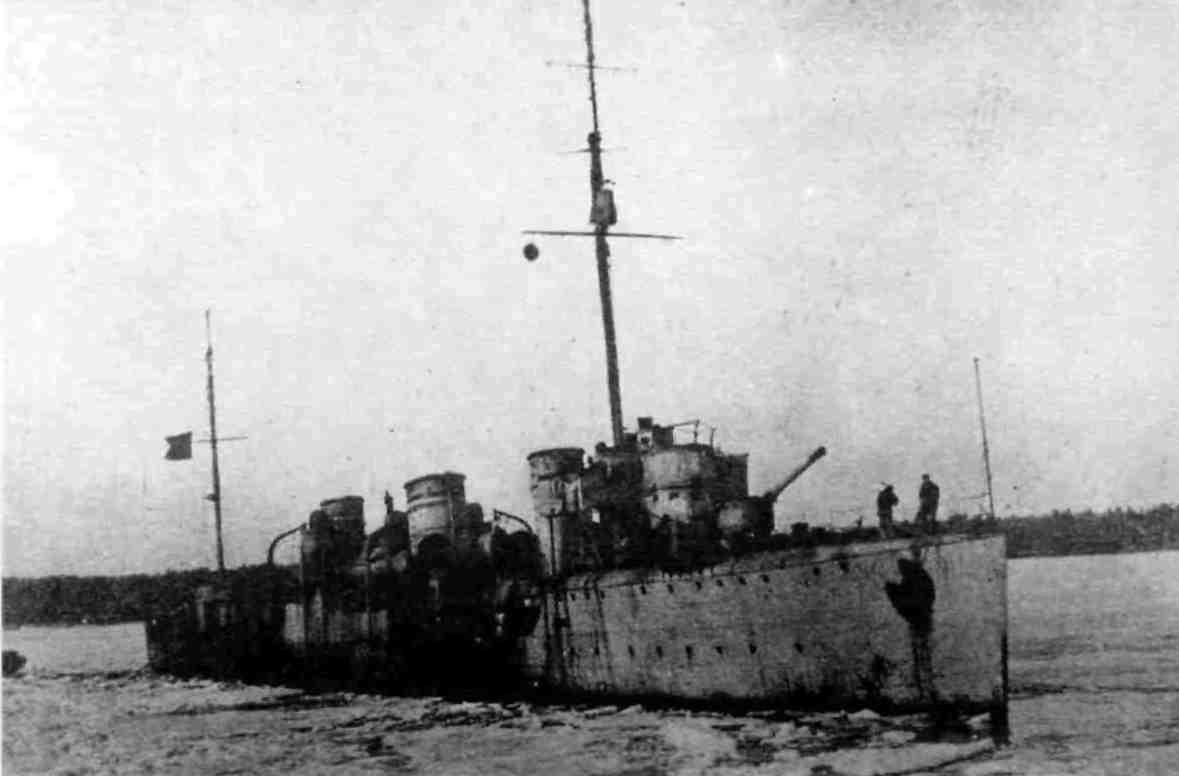
Эскадренный миноносец «Гавриил» в апреле 1918 года

В начале 1915 года четыре эсминца передали флоту: фирма «Вулкан» (Штеттин) — два типа «V», а «Блом унд Фосс» в Гамбурге два типа «B» и ещё четыре эсминца «Блом унд Фосс» передала флоту в конце 1915 года. Опасение в недостаточной маневренности кораблей не оправдались. Хорошо вооруженные, мореходные они были и достаточно маневренными. Вместе с четырьмя миносцами типа G-101 они вошли в 11-ю миноносную флотилию.

## Конструкция

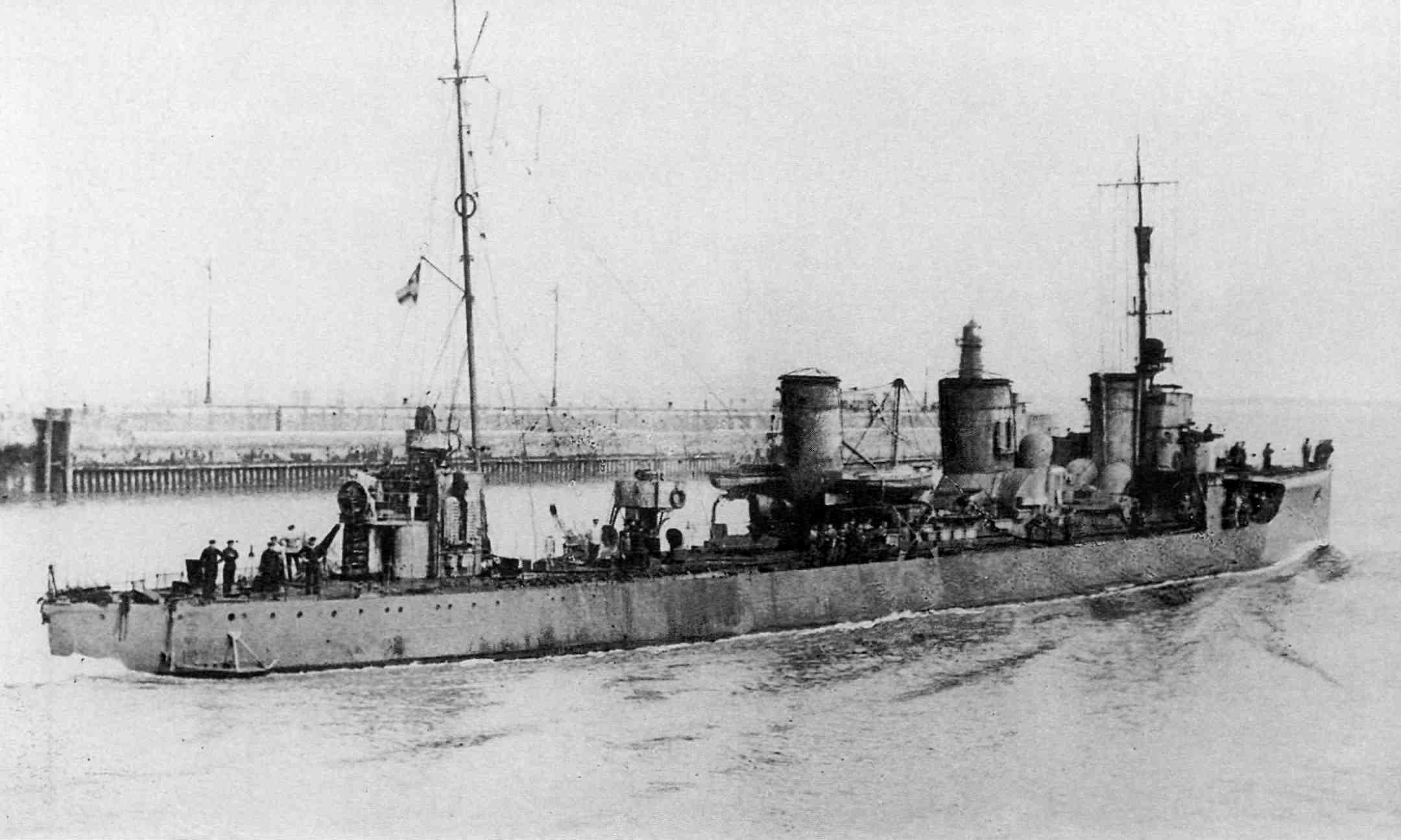
SMS B 97

Эсминцы имели архитектуру, типичную для германских миноносцев: все тот же короткий полубак с «провалом» перед рубкой, традиционную схему торпедного вооружения с двумя носовыми однотрубными аппаратами сразу за полубаком.
По водоизмещению — нормальное: 1374 т (полное 1843 т) новые немецкие корабли были самыми крупными германскими миноносцами и вполне соответствовали британским эсминцам. Они имели наибольшую длину 98,0 м, длину по ватерлинии 96,0 м, ширину 9,3 м и осадку 3,83 м.

### Энергетическая установка
Энергетическая установка — две военно-морские турбины и четыре двухсторонних военно-морских котла нефтяного отопления. Мощность 40 000 л. с. Скорость 36 узлов (на ходовых испытаниях самый быстрый развил 37,4 узла, самый медленный эсминец показал 35,5 узла). Дальность плавания 2600 миль на ходу 20 узлов. Максимальные запасы топлива на миноносцах типа составляли 527 тонн. Дым отводился в три дымовые трубы, из которых вторая была шире двух других.

### Вооружение
Эскадренные миноносцы вооружались 4×1 88-мм/45 орудиями (боекомплект составлял 480 выстрелов или 120 снарядов на ствол) позднее заменёнными на аналогичное число 105-мм скорострельных орудий (боекомплект составлял 320 выстрелов или 80 снарядов на ствол). Торпедное вооружение эсминцев состояло из 6×500-мм торпедных аппаратов и 24 мин заграждения. Выстрелы производились 105-мм унитарными патронами весом 25,5 кг со снарядом весом 17,4 кг и гильзой с зарядом пороха массой 3,18 кг. В боекомплект орудия входили как фугасные, так и бронебойные снаряды. Начальная скорость 17,4 кг фугасного снаряда составляла 710 м/с. Дальность стрельбы с углом возвышения 30° составляла 12,7 км.

## Список эсминцев типа
В-97. Заложен в 1914 году, спущен на воду 15 декабря 1914 года, введён в строй 13 февраля 1915 года. После окончания войны, 23 мая 1920 года, в Шербуре был передан Италии и переименован в «Cesare Rossarol». После ремонта и перевооружения, зачислен в состав флота 1 декабря 1924 года. Вычеркнут из списков флота 17 января 1939 года.
В-98. Заложен в 1914 году, спущен на воду 2 января 1915 года, введён в строй 24 марта 1915 года. Захвачен 22 июня 1919 года, когда пришел с почтой в Скапа-Флоу, и вскоре разобран.
В-109. Заложен в 1914 году, спущен на воду 11 марта 1915 года, введён в строй 8 июня 1915 года. Интернирован 22 ноября 1918 года в Скапа-Флоу. 21 июня 1919 года затоплен экипажем. Поднят 27 марта 1926 года. Разобран в Чарльстоне.
В-110. Заложен в 1914 году, спущен на воду 31 марта 1915 года, введён в строй 26 июня 1915 года. После окончания войны затоплен в Скапа-Флоу. Поднят 11 декабря 1925 года. Разобран в Грентоне.
В-111. Заложен в 1915 году, спущен на воду 8 июня 1915 года, введён в строй 10 августа 1915 года. 22 ноября 1918 года интернирован в Скапа-Флоу. 21 июня 1919 года затоплен экипажем. 8 марта 1926 года поднят и вскоре разобран в Грентоне.
В-112. Заложен в 1915 году, спущен на воду 17 июня 1915 года, введён в строй 3 сентября 1915 года. Интернирован в Скапа-Флоу. Затоплен экипажем. Корпус его был поднят 11 февраля 1926 года и разобран на металл в Грентоне.

## Служба
Три флотилии «нефтяных миноносцев» 7 декабря 1915 года были переброшены в Северное море и готовились к большой операции, но рейд 16-17 декабря не принесли результатов. Лишь 10 февраля 1916 года у Доггер-банки им сопутствовал успех. Германские миноносцы столкнулись с десятой флотилией шлюпов. Один шлюп был повреждён в ночном бою артиллерийским огнём, а спустя два часа в 02:21 11 февраля отправлен на дно двумя торпедами с В-112.
Им оказался «HMS Arabis», вошедший в строй в месяц назад, который был шлюпом типа «Флауэр», то есть принадлежал к ещё неизвестному немецким морякам типу кораблей и был принят в бою за крейсер. По показаниям пленных удалось выяснить, что уничтоженный 1200-тонный «британец» был явно не крейсер. Когда английский флот, попытался взять реванш, то потерял крейсер «HMS Arethusa», который подорвался на мине, выставленной подводной лодкой, и выбросился на берег. После этого 2-я флотилия была переведена на Балтику.
Боевые действия на Балтике ясно дали понять, что вооружение германских эсминцев недостаточно, поскольку российские эсминцы давно были вооружены дальнобойными 102 мм орудиями. Поэтому было решено, модернизировать все уничтожители на 10,5 см L / 45 пушки, установленные на недавно спроектированных артиллерийских установках, испытания которых были завершены к апрелю 1916 года.
В конце марта миноносцы 2-й флотилии направились в Вильгельмсхафен для перевооружения с 88-мм орудий на 105-мм. После установки новых орудий и испытаний в Балтийском море флотилия опять была переведена в Северное море.
В сражении у Скагеррака В-112 принял участие в составе 3-й полуфлотилии. Командиром корабля был капитан-лейтенант Август Клауссен. 31 мая 1916 года около 19:00 В-112 участвовал в ожесточенном артиллерийском столкновении с английскими крейсерами и эсминцами. Эсминец расстрелял около четвёртой части боекомплекта — 82 105-мм снаряда. Ночью германские эсминцы отошли севернее на перехват противника, а затем 2-я флотилия в обход Скагена ушла в Киль.

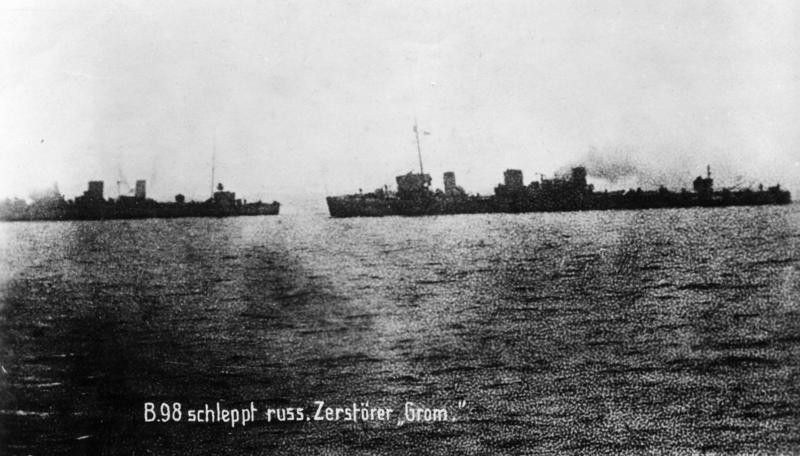
Германский эсминец «B 98» пытается буксировать захваченный «Гром»

С 7 июня по 31 июля 1916 года эсминцы находились в составе Морского корпуса Фландрии и дважды 8 июня и 22-23 июля участвовали в столкновениях с лёгкими силами противника. 12 июля В-112 отбуксировал в базу поврежденный G-102. В октябре 1917 года в Флот Открытого моря был переброшен на Балтийское море для поддержки высадки десанта на балтийские острова Даго и Эзель, в операции приняла участие и 2-я миноносная флотилия.
12 декабря эсминцы уничтожили в Северном море миноносец и несколько каботажных судов противника. 14 февраля 1918 года удалось успешно форсировать заграждение Дувр — Кале. Последние рейды в конце войны были безрезультатными.